# 1,3,5-三嗪
1,3,5-三嗪，又稱均三嗪，是六員環有機化合物，分子式為C3H3N3。是三嗪的同分異構之一。

## 应用
它可以用于有机合成，起到和氢氰酸 (HCN)一样的作用。由于1,3,5-三嗪是固体（HCN是气体），它更容易在实验室中存放。其中一个反应是加特曼反应，可用于给芳香化合物接上甲酰基。